# 美国国家航空 (1998年)

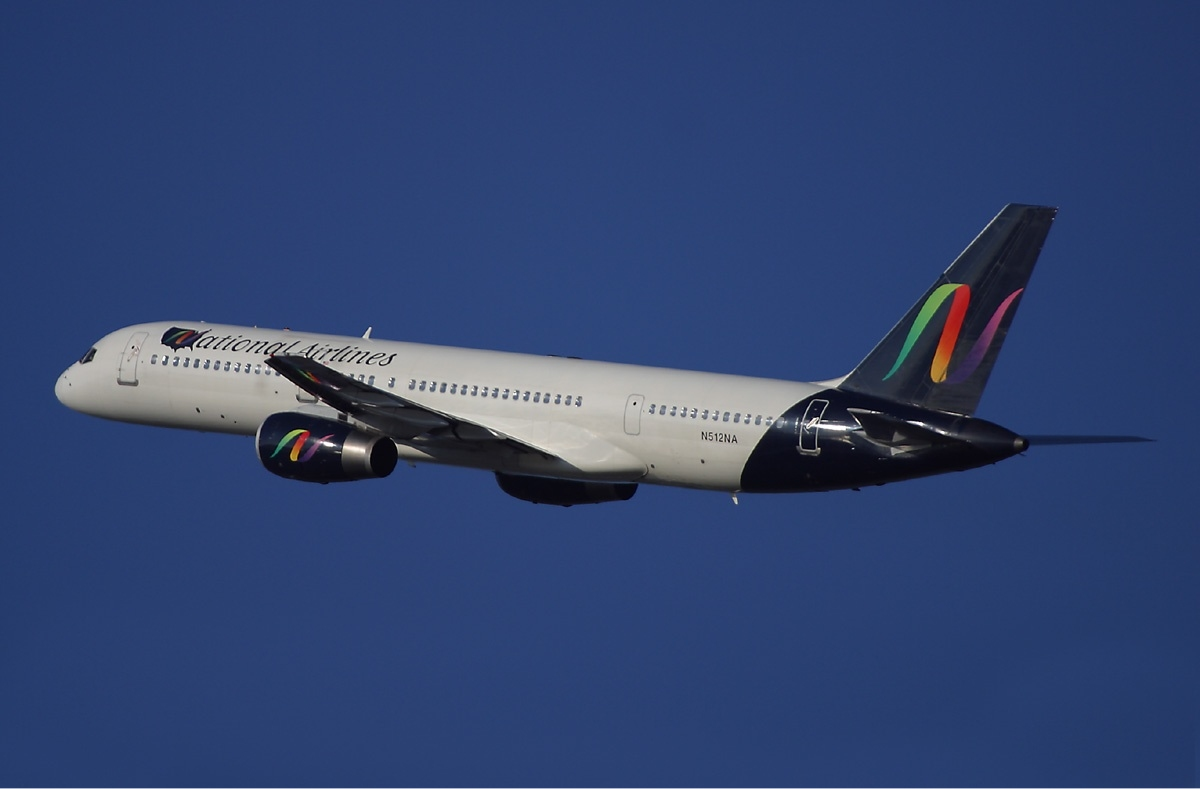
一架美国国家航空波音 757-200飞机

美国国家航空（National Airlines，IATA代碼：N7, ICAO代碼：ROK, 呼号：Red Rock）曾是一家总部设在拉斯维加斯的廉价航空公司，于1999年至2002年间运营。这家公司是美国第三家使用“国家航空”为名的公司。该航空公司致力于运送来往拉斯维加斯游客的航空业务，尽管如此，其仅运营数量有限的从拉斯维加斯出发飞往热门城市的航线。这家历史上第三家“美国国家航空”用19架波音 757-200来经营其航线。